# پیتر کالمایر
پیتر کالمایر (به آلمانی: Peter Calmeyer) (متولد ۵ دسامبر ۱۹۳۰ در هاله، درگذشت در ۲۲ نوامبر ۱۹۹۵ در برلین)، باستان‌شناس خاورنزدیک و ایران شناس برجسته آلمانی است.
او پسر هانس جرج کالمایر است و در اسنبروخ بزرگ شد. در برلین او باستان‌شناسی کلاسیک، باستان‌شناسی خاورنزدیک، آشوری‌شناسی و تاریخ باستان را خواند.تاریخ باستان به سرعت به موضوع اصلی مطالعه او تبدیل شد. مربی او آنتون مورتگت بود. در ۱۹۶۵ کالمایر دکترایش را از دانشگاه آزاد برلین دریافت کرد.
کالمایر با باستان‌شناس خاورنزدیک، اورسلا سیدی ازدواج کرد.

## آثار
- ایران و بین‌النهرین متأخر، ترجمه مینا بهرامی، نشر کتاب ماه هنر

- Herausgeber mit Leo Trümpelmann: Das Tier in der Kunst Irans, Linden-Museum, Stuttgart 1972
- Reliefbronzen in babylonischem Stil. Eine westiranische Werkstatt des 10. Jahrhunderts v. Chr., C. H. Beck, München 1973 (Abhandlungen der Bayerischen Akademie der Wissenschaften, Philosophisch-Historische Klasse, N.F. , H. 73) ISBN 3-7696-0068-1
- Herausgeber: Beiträge zur altorientalischen Archäologie und Altertumskunde. Festschrift für Barthel Hrouda zum 65. Geburtstag, Harrassowitz, Wiesbaden 1994 ISBN 3-447-03503-X

مقالات در دانشنامه ایرانیکا:
- ART IN IRAN ii. Median Art and Architecture
- CROWN i. In the Median and Achaemenid periods